# I Can't Drive 55
«I Can't Drive 55» es el primer sencillo del álbum VOA del músico estadounidense Sammy Hagar, publicado en 1984. Es una de las canciones más reconocidas de Hagar y una favorita de los conciertos, incluso era tocada por Van Halen cuando Sammy hacía parte de esa agrupación. La canción hace referencia al límite de velocidad permitido en los Estados Unidos, que originalmente era de 55 millas por hora.

## Lista de canciones
1. Lado A: «I Can't Drive 55» (Sammy Hagar) – 4:12
2. Lado B: «Dick In The Dirt» (Sammy Hagar) – 4:19

## Créditos
- Sammy Hagar: voz, guitarra
- Gary Pihl: guitarra
- Jesse Harms: teclados
- Bill Church: bajo
- David Lauser: batería
- Ted "Champagne" Templeman: percusión